# Inez Clare Verdoorn
Inez Clare Verdoorn (15 de juny de 1896 - 2 d'abril de 1989) va ser una botànica sud-africana, que va treballar extensament en el gènere Cycas.

## Biografia
Es matriculà el 1916 en el Convent Loreto de Pretòria, treballà durant un temps a l'Oficina del Controlador i Auditor General, abans de guanyar per oposició el 1917 el càrrec d'Assistent d'herbari a la "Divisió de Botànica i Fitopatologia". De 1925 a 1927 treballà en el Real Jardí Botànic de Kew com a oficial d'enllaç del "National Herbarium". Quan tornà a Pretòria, s'encarregà de l'herbari i el 1944 fou promoguda a Oficial Professional Sènior. Es retirà el 1951, i optà per treballar en l'equip com a membre temporal fins al 1968, i després com a membre honorari de recerca.
Va fer més de dues-centes publicacions botàniques, incloent grans revisions, que van aparèixer publicades en revistes com Bothalia, Flowering Plants of Africa, Flora of Southern Africa, Kew Bulletin i Journal of South African Botany.
Les seves col·leccions d'espècimens arriben a ser gairebé 4.000, recol·lectats tota sola o bé en col·laboració amb altres botànics.

## Algunes publicacions
- 1969. Revision of the I. manikensas

## Honors i reconeixement
- 1952 Sènior Capt. Scott Medal, de la SA Biological Society
- 1957 President de la SA Biological Society
- 1964 President de Secció B de la SA Association for the Advancement of Science
- 1967 Doctorat honorari de la Universitat de Natal

### Epònims
Se la commemora en el gènere de les Asteraceae:
- Inezia, una planta que comprèn dues espècies, totes dues o̹̝riginàries de Sud-àfrica.[5][6]

Espècies
- Aloe verdoorniae
- Senecio verdoorniae
- Teclea gerrardii Verdoorn[1]

El Volum 28 de Flowering Plants of Africa, hi està especialment dedicat.